# Казанешты
Казанешты (рум. Căzăneşti, Кэзэнешть) — село в Теленештском районе Молдавии. Является административным центром коммуны Казанешты, включающей также сёла Вадул-Лека и Новая Вадул-Лека.

## История
Согласно Спискам населенных мест Бессарабской губернии за 1859 год, Казанешты — владельческое село при реке Реут в 100 дворов. Население составляло 419 человек (213 мужчин, 206 женщин). Село входило в состав Оргеевского уезда Бессарабской губернии. Имелась одна православная церковь.
По данным справочника «Волости и важнейшие селения Европейской России» за 1886 год, Казанешты — административный центр Казанештской волости Оргеевского уезда.

## География
Село расположено на левом берегу реки Реут в 91 км от Кишинёва на высоте 55 метров над уровнем моря.

## Население
По данным переписи населения 2004 года, в селе Кэзэнешть проживает 1945 человек (949 мужчин, 996 женщин).
Этнический состав села:
| Национальность | Число жителей | Процентный состав |
| -------------- | ------------- | ----------------- |
| молдаване      | 1882          | 96.76             |
| румыны         | 37            | 1.9               |
| русские        | 9             | 0.46              |
| украинцы       | 8             | 0.41              |
| болгары        | 4             | 0.21              |
| прочие         | 5             | 0.26              |
| Всего          | 1945          | 100 %             |

## Достопримечательности

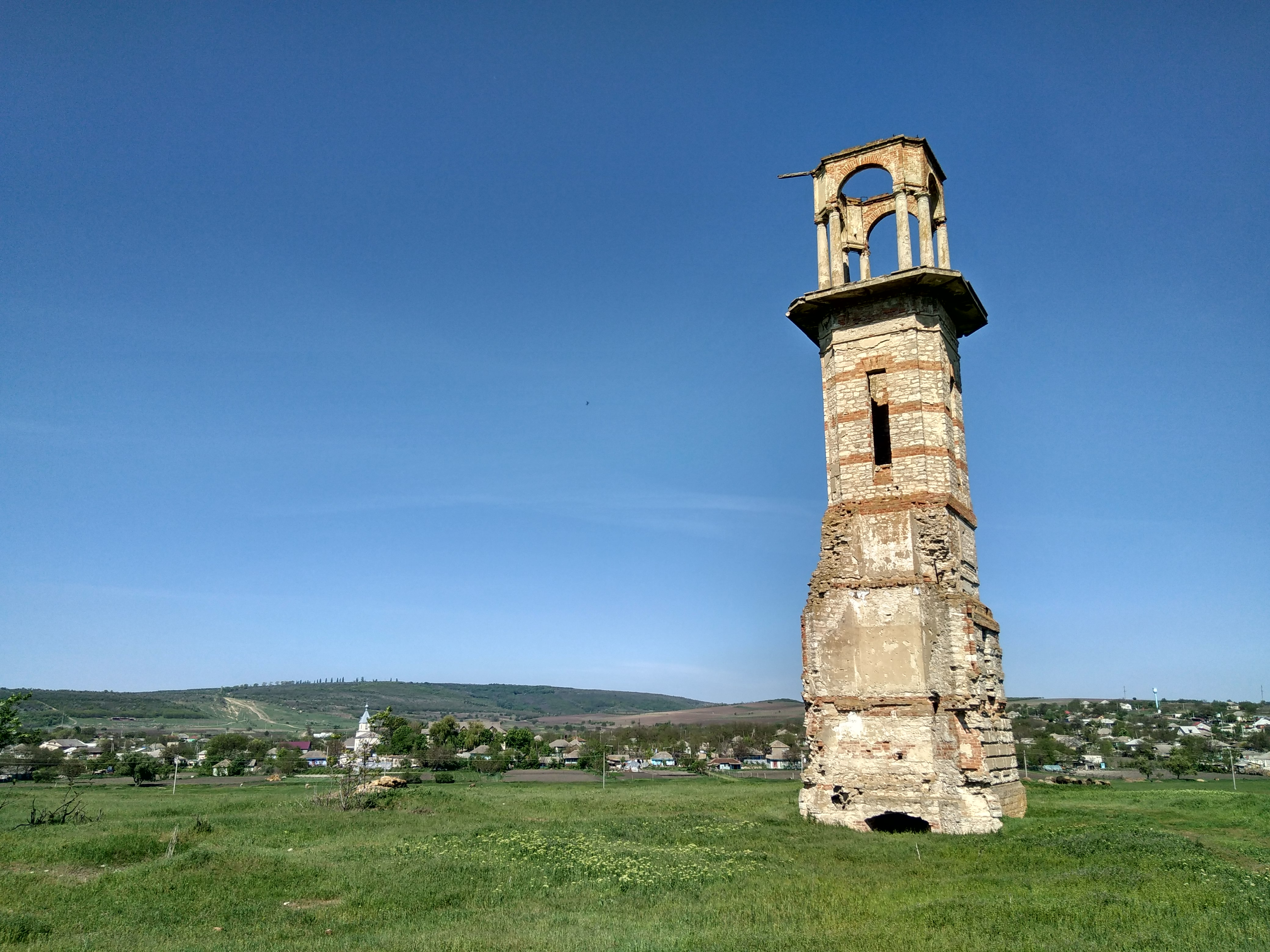
Водонапорно-смотровая башня усадьбы Увальева

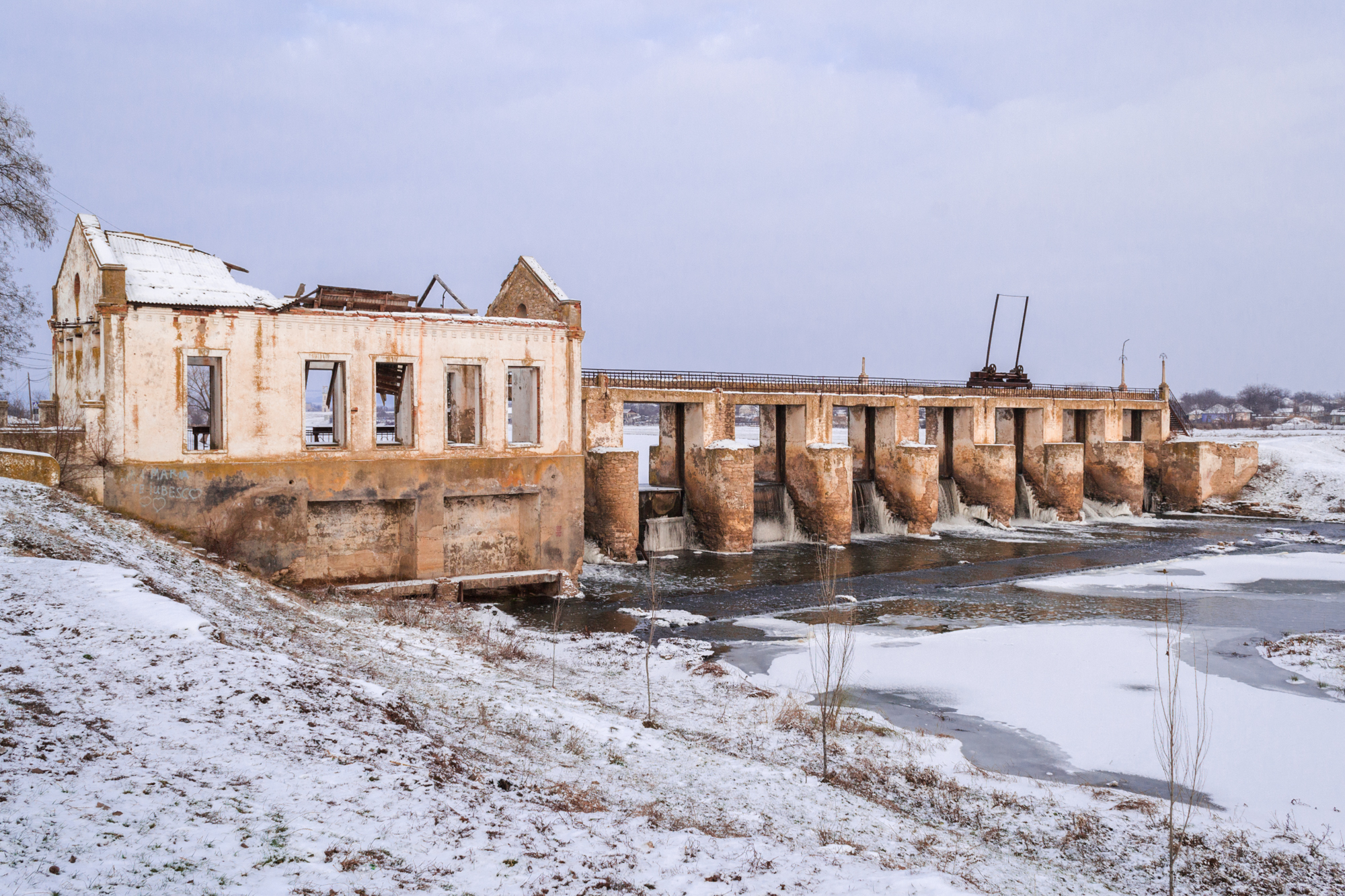
Заброшенная Гидроэлектростанция

- Поместье боярина Штефана Увалиу (Степана Увальева). От большого дворца сохранилась лишь водонапорно-смотровая башня со смотровой площадкой в виде античного портика[9].
- Церковь с храмом Святого Георгия (1852).
- Дом культуры (1960).
- Электростанция (1954) (ныне не действует).

## Известные уроженцы
- Гаина, Валерий Борисович — рок-музыкант, гитарист и вокалист группы «Круиз».